# Nuoto ai XVI Giochi del Mediterraneo - 200 metri farfalla maschili

## Record
Prima di questa competizione, il record del mondo (WR) e il record dei Giochi del Mediterraneo (GR) erano i seguenti:
|    | 1'52"03 | Michael Phelps Stati Uniti | 13 agosto 2008 Pechino, Cina   |
| GR | 1'57"58 | Ioannis Drymonakos Grecia  | 28 giugno 2005 Almería, Spagna |

## Batterie
Mercoledì 1º luglio, alle ore 10:50 CEST, si sono svolte 2 batterie di qualificazione.
| #   | Batteria | Corsia | Atleta                    | Nazionalità | Tempo   | Note |
| --- | -------- | ------ | ------------------------- | ----------- | ------- | ---- |
| 1   | 1        | 4      | Niccolò Beni              | Italia      | 2'01"34 | Q    |
| 2   | 2        | 4      | Francesco Vespe           | Italia      | 2'01"89 | Q    |
| 3   | 2        | 3      | Carlos Lenador Rivas      | Spagna      | 2'02"13 | Q    |
| 4   | 2        | 5      | Thomas Vilaceca           | Francia     | 2'02"47 | Q    |
| 5   | 1        | 5      | Romanos-Iasonas Alyfantis | Grecia      | 2'03"68 | Q    |
| 6   | 1        | 6      | Romain Sassot             | Francia     | 2'04"81 | Q    |
| 7   | 1        | 2      | Endi Babi                 | Albania     | 2'05"71 | Q    |
| 8   | 2        | 2      | Georges Fatoul            | Libano      | 2'17"32 | Q    |
| 9   | 1        | 3      | Niksa Roki                | Croazia     | 2'20"33 |      |
| DNS | 2        | 7      | Eros Qama                 | Albania     | -       |      |

## Risultati
La gara, che si svolge il giorno stesso alle 18:43, viene vinta dal francese Thomas Vilaceca con il tempo di 1'57"77; alle sue spalle giungono gli italiani Francesco Vespe e Niccolò Beni, rispettivamente in 1'57"78 e 1'57"92.
| Posizione | Corsia | Atleta                    | Paese   | Tempo   | Note |
| --------- | ------ | ------------------------- | ------- | ------- | ---- |
|           | 6      | Thomas Vilaceca           | Francia | 1'57"77 |      |
|           | 5      | Francesco Vespe           | Italia  | 1'57"78 |      |
|           | 4      | Niccolò Beni              | Italia  | 1'57"92 |      |
| 4         | 2      | Romanos-Iasonas Alyfantis | Grecia  | 1'58"76 |      |
| 5         | 3      | Carlos Lenador Rivas      | Spagna  | 2'00"02 |      |
| 6         | 7      | Romain Sassot             | Francia | 2'02"67 |      |
| 7         | 1      | Endi Babi                 | Albania | 2'04"68 |      |
| 8         | 8      | Georges Fatoul            | Libano  | 2'15"04 |      |